# جورجيوس ديداس
جورجيوس ديداس (باليونانية: Γιώργος Δέδας)‏ مواليد 2 يناير 1980 في كوموتيني، هو مدرب كرة سلة يوناني ولاعب سابق. بدأ مسيرته الاحترافية في سنة 1999. يبلغ طوله 6 قدم 6.75 بوصة (2.0 م). اعتزل اللعب في 2016. لعب مع نادي إراكليس سالونيك لكرة السلة ونادي بريوغان لكرة السلة.

## روابط خارجية
- جورجيوس ديداس على موقع الدوري الأوروبي لكرة السلة (الإنجليزية)
- جورجيوس ديداس على موقع كرة السلة الأوروبية.كوم (الإنجليزية)
- جورجيوس ديداس على موقع ريلجم (الإنجليزية)
- جورجيوس ديداس على موقع بروبوليرز (الإنجليزية)
- جورجيوس ديداس على موقع سبورتس رفرنس (الإنجليزية)